# Понка (плем'я)
Понка (Páⁿka iyé : Páⁿka або Ppáⁿkka вимовляється [pãŋꜜka]) — плем'я корінних американців Середнього Заходу з дхегіханської гілки сіуанської мовної групи. Є два федерально визнані племені понка: плем'я понка Небраска та плем'я понка індіанців Оклахоми. Їхні традиції та історичні розповіді свідчать про те, що вони виникли як плем'я на схід від річки Міссісіпі в долині річки Огайо та мігрували на захід заради дичини та в результаті ірокезьких воєн.
Термін понка була назва клану серед канса, осейдж та квапо. Значення імені — «Ті, хто веде».

## Рання історія

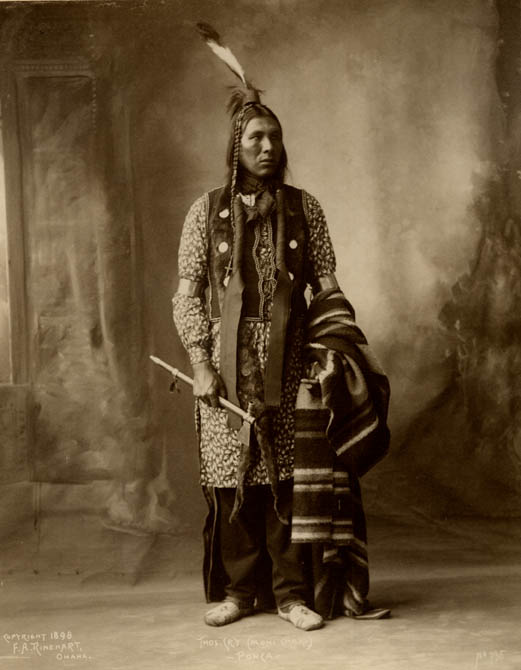
Томас Крі (Моні Чакі), Понка, Небраска, 1898

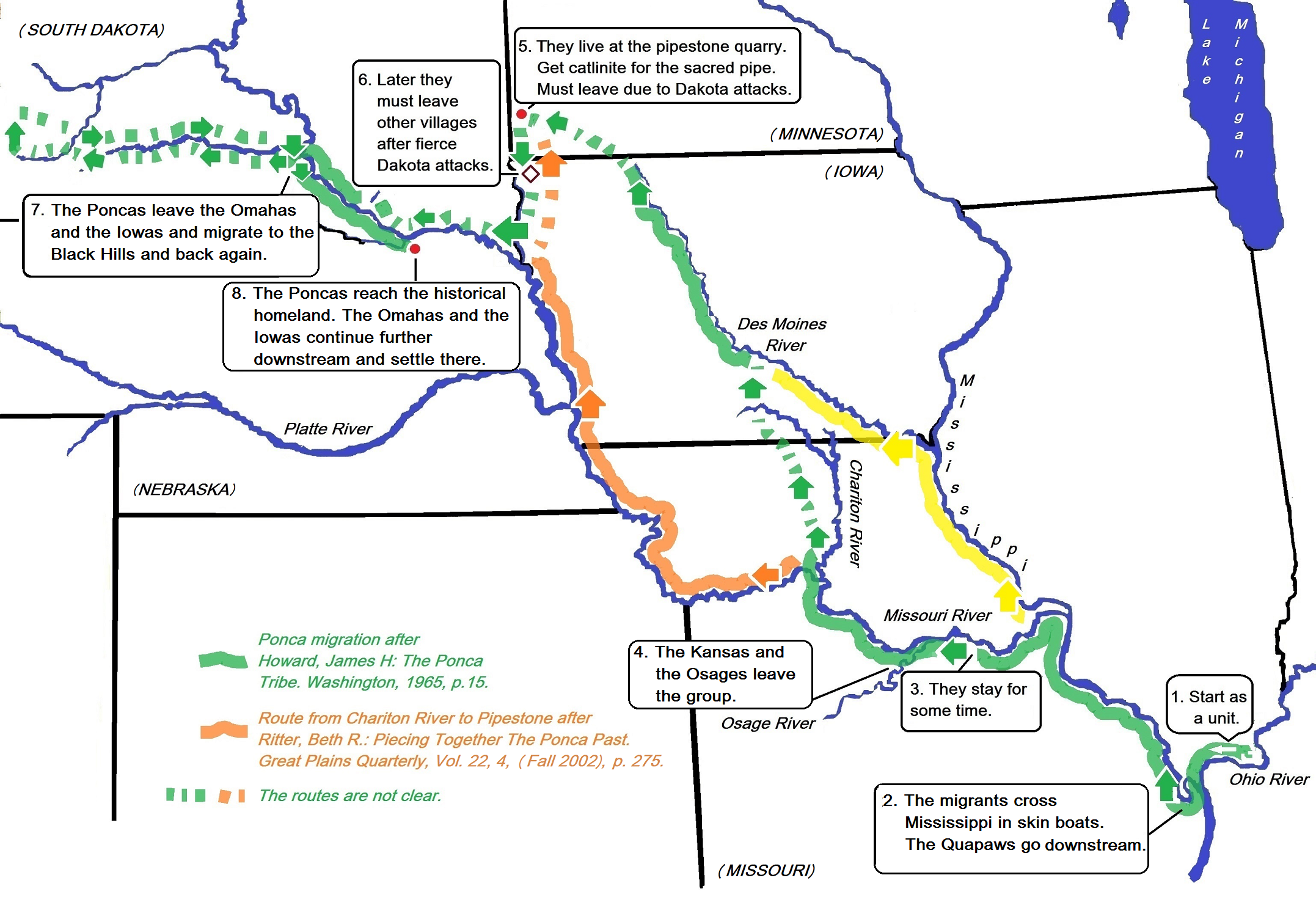
Шлях індіанців Понка та інших народів дхегіхи-сіу (квапо, осейдж, канса (Кау) та омаха) з півдня до Небраски за усними традиціями

Під час першого європейського контакту понка жили біля гирла річки Найобрара на півночі Небраски. За традицією, вони переїхали туди з району на схід від Міссісіпі безпосередньо перед прибуттям Колумба в Америку. Сіу-мовні племена такі, як омаха, осейдж, Квапо та Кау, також мають традиції мігрувати на захід зі сходу річки Міссісіпі. Вторгнення ірокезів з їхньої традиційної бази на півночі витіснило ці племена з району річки Огайо. Вчені не можуть точно визначити, коли племена дхегіха-сіу мігрували на захід, але відомо, що ірокези також витіснили племена з районів Огайо та Західної Вірджинії у бобрових війнах. Ірокези підтримували землі як мисливські угіддя.
Понка з'являється на карті 1701 року П'єра-Шарля Ле Сюера, який розмістив їх уздовж верхньої частини Міссурі. У 1789 році торговець хутром Хуан Батіст Мюньє отримав ексклюзивну ліцензію на торгівлю з понкою в гирлі річки Найобрара. Він заснував торговельний пункт біля його впадіння в Міссурі, де він знайшов близько 800 понка. Незабаром після цього плем'я вразила нищівна епідемія віспи. У 1804 році, коли їх відвідала експедиція Льюїса і Кларка, залишилося лише близько 200 понка. Пізніше в 19 столітті їхня кількість зросла приблизно до 700.
Більшість лідерів племені понка була знищена в 1824 році. Ворожі лакота напав на делегацію із 30 лідерів різного рангу, яка поверталася з візиту у дружній табір оглала лакота. Вціліло лише дванадцять. «Серед загиблих були всі вожді понки, включаючи відомого Той, що робить дим…».:27
На відміну від більшості інших рівнинних індіанців, понка вирощували кукурудзу та обробляли городи. Останнє їх успішне полювання на бізонів було в 1855 р.

## Договори зі США
У 1817 році плем'я уклало мирний договір зі США. Другим договором у 1825 р. вони регулювали торгівлю і намагалися мінімізувати міжплемінні сутички на Північних рівнинах. У 1858 році понка уклали договір, за яким вони віддавали частину своєї землі Сполученим Штатам в обмін на захист від ворожих племен і постійну домівку-резервацію на Найобрарі. Понка уклали свій останній договір зі США у 1865 р. В американсько-сіуанському договорі Форт-Ларамі США помилково включили всі землі понки до Великої резервації Сіу. Конфлікт між понкою та сіу/лакотою, які тепер за законом США заявляють, що ця земля є їхньою власністю, змусив США вивезти понку із власних земель.

## Переїзд
Коли конгрес вирішив виселити кілька північних племен на індіанську територію (сучасна Оклахома) в 1876 році, понка була в списку. Оглянувши землі, які уряд США запропонував для своєї нової резервації, і визнавши їх непридатними для сільського господарства, вожді понки вирішили відмовитись від переїзду на індіанську територію. Отже, коли на початку 1877 року урядовці приїхали переселяти понку на свою нову землю, вожді відмовились, посилаючись на свій попередній договір. Більшість племені відмовилися і їх довелося переселити силою. У новому місці понка боролася з малярією, нестачею їжі та спекотним кліматом. Кожен четвертий член помер протягом першого року. 

## Ведмідь, що стоїть
Вождь Ведмідь, що стоїть був серед тих, хто найбільше протестував проти переселення племені. Коли його старший син, Ведмежий Щит, лежав на смертному одрі, Ведмідь, що стоїть пообіцяв, що його поховають на землях прабатьків племені. Щоб виконати обіцянку, Ведмідь, що стоїть покинув резервацію в Оклахомі та поїхав назад до батьківщини понка. За це він був заарештований без дозволу уряду США і був ув'язненим у форті Омаха. Багато людей взялися за його справу, і двоє відомих адвокатів пропонували свої послуги pro bono. Ведмідь, що стояв подав позов до habeas corpus, оскаржуючи його арешт. У справі Ведмідь, що стоїть v. Крук (1879), який відбувся в Омасі, штат Небраска, окружний суд США вперше постановив, що корінні американці є «особами у значенні закону» Сполучених Штатів, і в результаті вони мають певні права. Це була важлива справа про громадянські права.

## Небраска
У 1881 р. США повернули 26 236 акрів (106 км²) округу Нокс, штат Небраска понці, і приблизно половина племені повернулась назад на північ від індіанської території. Плем'я продовжувало занепадати.
У 30-х роках Університет Небраски та Смітсонівський інститут провели археологічний проєкт із виявлення та збереження доісторичних артефактів до того, як вони були знищені під час розвитку сільського господарства. Команда розкопала доісторичне село понка, яке включало великі круглі будинки діаметром до шістдесяти футів, розташовані майже на дві милі (3 км) уздовж південного берега річки Найобрара.
Після Другої світової війни уряд США розпочав політику припинення відносин із племенами. У 1966 році федеральний уряд США припинив плем'я (тоді називалася північна понка). Воно розподіляло свою землю шляхом наділу між членами та розпродавало надлишки. Багато людей протягом десятиліть розпродавали свої окремі наділи, іноді їх обманювали спекулянти.
У 1970-х роках плем'я розпочало зусилля з політичної реорганізації. Учасники хотіли відродити культурну самобутність свого народу та покращити їхній добробут. Спочатку вони домагалися визнання штату, а потім об'єдналися зі своїми представниками конгресу, щоб домагатися законодавства про федеральне визнання. 31 жовтня 1990 року законопроєкт про відновлення понки був урегульований законом, і вони були визнані племенем понка Небраски. Зараз вони намагаються відбудувати земельну базу на своїх землях предків. Вони є єдиним визнаним федеральним племенем у штаті Небраска без резервації.
Сьогодні плем'я понка у штаті Небраска налічує понад 2783 зареєстрованих членів і має головний офіс у Найобрарі, штат Небраска.

## Оклахома
Після примусового переселення в резервацію Куапо на індіанській території в 1877 р. плем'я перебралося на захід до своїх земель вздовж річок Арканзас і Солт-Форк. Повнокровні утворили село тіпі, а зі змішаною кров'ю оселилися біля Чікаскії. Під час протидії керівництва понки уряд США розпочав демонтаж племінного уряду відповідно до закону Кертіса. Намагаючись заохотити асиміляцію (і дозволити Оклахомі стати штатом), вони виділяли землі резервації для окремих членів згідно із Законом Доуса в 1891 і 1892 роках. Будь-яка земля, що залишилася після поділу, була надана для продажу нерідним.
Після того, як Оклахома досягла державності, деякі залишені землі понки здавали в оренду або продавали « Ранчо 101», де багато людей понки знаходили роботу. Відкриття нафти в 1911 році на землях понка забезпечило прибуток, але мало неоднозначні результати. Сталися екологічні катастрофи, оскільки нафтопереробні заводи скидали відходи безпосередньо в річку Арканзас.
У 1918 році двоє чоловіків із Понки, Френк Ігл та Луїс Макдональд, допомогли спільно заснувати Індіанську церкву.
У 1950 році плем'я організувало новий уряд відповідно до Закону про добробут індіанців в Оклахомі. Вони прийняли власну племінну конституцію 20 вересня 1950 р.
Сьогодні штаб-квартира племені розташована у Вайт-Ігл, штат Оклахома. Воно веде бізнес із Понка-Сіті. Плем'я понка в Оклахомі налічує понад 4200 членів.

## Видатні понка
- Ведмідь, що стоїть, вождь і захисник громадянських прав
- Паладін Рой, живописець, 1946—2001
- Понка-Ві Вікторс, законодавець штату Канзас
- Клайд Воріор, активіст за самовизначення корінних народів
- Томмі Моррісон, колишній боксер/суперзірка у важкій вазі у фільмі «Роккі V»
- Картер Кемп, лідер АРІ (Американський рух індіанців)
- Бретт Чепмен, адвокат та захисник прав корінних американців